# Abram M. Scott
Abram Marshall Scott, född 1785 i South Carolina, död 12 juli 1833 i Jackson i Mississippi, var en amerikansk demokratisk politiker. Han var Mississippis viceguvernör 1828–1832 och därefter guvernör från 1832 fram till sin död.
Scott deltog som officer i 1812 års krig. Han var ledamot av Mississippis senat 1822 och 1826–1827. År 1828 tillträdde han som Mississippis viceguvernör.
Scott efterträdde 1832 Gerard Brandon som Mississippis guvernör. Året därpå avled han i kolera och gravsattes på Greenwood Cemetery i Jackson.